# Giasone e Pelia
Giasone e Pelia è un affresco rinvenuto nella casa di Giasone a Pompei e custodito all'interno del Museo archeologico nazionale di Napoli.

## Storia e descrizione
L'affresco venne realizzato nel primo quarto del I secolo, tra il 20 e il 25, nella parte mediana della parete ovest del triclinio della casa di Giasone, stesso ambiente dal quale proviene Fenice, Achille e Pentesilea; a seguito degli scavi archeologici che interessarono la casa, l'opera venne staccata dalla sua collocazione originale per realizzarne un quadro.
Il tema dell'opera è quello del mito di Giasone: proprio da questo affresco la casa prende il nome, sostituendo quello iniziale di Amore fatale. La scena raffigurata è l'arrivo di Giasone presso la corte Pelia durante un sacrificio e segue il classico schema ellenistico piramidale, alla cui sommità è dipinto Pelia tra le due figlie, vestito con tunica, mantello rosso e un doppio kolpos, che guarda confuso Giasone, posto nel vertice di destra, vestito con una clamide rossa a bordo turchino, un solo sandalo al piede, particolare il quale nella profezia indica colui che usurperà il trono al re e nella mano destra un bastone. Accanto a Giasone è l'officiante, con corona di foglie sul capo, la quale sta posando una patera sull'altare dove deve svolgersi il sacrificio: presso la mensa sono riconoscibili anche un ramo di alloro, un oinochoe e una situla. Nel vertice sinistro invece è un altro officiante, sempre con corona di foglie nel capo, il quale porta per le corna il toro da sacrificare a Poseidone. Lo sfondo è rappresentato da un tempio, dipinto però con una prospettiva sbagliata. Probabilmente questo affresco ispirò quello presente nella casa degli Amorini Dorati.